# Кудряшова, Нина Васильевна
Ни́на Васи́льевна Кудряшо́ва (3 сентября 1927, д. Орево, Дмитровский уезд, Московская губерния, СССР — 22 июня 2014, Дмитров, Московская область, Россия) — первый секретарь Дмитровского горкома КПСС Московской области, Герой Социалистического Труда (1973).

## Биография
Родилась 3 сентября 1927 года в деревне Орево Дмитровского уезда Московской губернии (ныне Дмитровского района Московской области) в большой (семеро детей, Нина — второй ребёнок) семье колхозников.
Окончив в 1942 году седьмой класс школы в селе Орудьево, поступила в торфяной техникум на геолога, но в следующем году оставила учёбу из-за трагической смерти матери от ожогов, полученных при пожаре дома — пришлось научиться жить самостоятельно и зарабатывать на жизнь. Трудоустроилась в колхоз, затем — на торфпредприятие в селе Орудьево, где проработала 12 лет: сначала нормировщицей, а затем начальником отдела труда и зарплаты. Параллельно работе окончила вечернюю школу, получила среднее образование. В 1952 году вступила в КПСС.
В 1956 году приглашена инструктором по машинно-тракторным станциям в горком партии, после повышена до секретаря партийной организации в совхозе «Будённовец». Затем вновь вернулась на работу в горком заведующей отделом сельского хозяйства. После окончания Высшей партийной школы при ЦК КПСС в 1965 году, избрана третьим секретарём горкома. В январе 1971 года была избрана первым секретарём.
В 1973 году, несмотря на сложные погодные условия, аграрии района увеличили показатели и перевыполнили задание по продаже государству зерна на 30 %, картофеля — на 10 %, овощей — на 19,5 %, по итогам года Дмитровский район был награждён Красными знамёнами ЦК КПСС, Совета Министров СССР, ВЦСПС и ЦК ВЛКСМ.
Указом Президиума Верховного Совета СССР от 11 декабря 1973 года «за большие успехи, достигнутые во Всесоюзном социалистическом соревновании, и проявленную трудовую доблесть в выполнении принятых обязательств по увеличению производства и продажи государству зерна и других продуктов земледелия в 1973 году» удостоена звания Героя Социалистического Труда с вручением ордена Ленина и золотой медали «Серп и Молот».
Первым секретарём райкома проработала до 1978 года, когда была переведена в Москву на должность начальника производственного управления мелиорации и водного хозяйства Московской области. В 1984 году вышла на пенсию.
Жила в городе Дмитров, где умерла 22 июня 2014 года, похоронена на местном кладбище «Красная Горка».

## Признание и награды
Делегат XXIV и XXV съездов КПСС.
Награждена орденами Ленина (11.12.1973), Трудового Красного Знамени (08.04.1971), орден «Знак Почёта» (22.03.1966), медалями:
- «Серп и молот»;
- «За достигнутые успехи в развитии народного хозяйства СССР»;
- «30 лет победы в ВОВ 1941—1945 гг»;
- «Ветеран труда»;
- «В память 800-летия Москвы»;
- «За доблестный труд. В ознаменование 100-летия со дня рождения В. И. Ленина»[3];
- «850-лет Дмитров»;
- «За трудовую доблесть»;
- «Москва 850»;
- «Почётный гражданин Дмитров»[4].

Решением Совета депутатов Дмитровского района Московской области № 40/9 от 05.09.1997 удостоена звания «Почётный гражданин города Дмитрова» (05.09.1997).